# کوگ، ایرلند شمالی
کوگ، ایرلند شمالی (به انگلیسی: Coagh) یک روستا در ایرلند شمالی است. کوگ ۵۴۵ نفر جمعیت دارد.